# دغيم الظلماوي
دغيم الظلماوي، هو شاعر مشهور في الثقافة الشعبية في الجزيرة العربية، عاش في منطقة حائل في فترة حكم آل رشيد. يشتهر بلقب الظلماوي وبكرمة ولهُ قصيدة القهوة المشهورة «يا كليب».

## نسبه
دغيّم بن عيد بن بشير من الشلقان من شمر، ويشتهر بدغيّم الظلماوي.

## حياته
ولد في حائل سنة 1256 هـ، وعاش الشاعر دغيم الظلماوي في عهد حكم آل رشيد لنجد، في عهد الأمير محمد بن عبد الله بن علي الرشيد وعبدالعزيز المتعب الرشيد. كان كريماً مكرماً للضيوف الذين يأتونه، وقد ذاع صيته بسبب قصيدة له مشهورة مطلعها:

## قصائده ومناسباتها

### قصيدة القهوة
قصيدة القهوة للشاعر دغيّم الظلماوي من أشهر القصائد في حب القهوة وإكرام الضيوف، يفتخر فيها دغيّم بأنه شخص يكرم الضيوف ويرحب ويفرح بهم وأن ناره دائماً مشتعلة وجاهزة لإعداد القهوة للضيوف، وكان عنده خادم اسمه كليب مهمته الوحيدة هي إعداد القهوة وتقديمها للضيوف· والجدير بالذكر أن هذه القصيدة ولقوة انتشارها وشهرتها في ذلك الوقت أثارت حفيظة محمد بن عبد الله بن علي الرشيد الذي كان حاكماً لحائل وما حولها آن ذاك، فأوعز إلى عديد من الشعراء يردوا عليه عليه، وارسل آخرين لاختبار كرمه، فلما علم دغيّم الظلماوي أن ابن رشيد كان مستاء من قصيدته ذهب للسلام عليه في حائل وألقى بين يديه قصيدة أخرى يعتذر فيها عن هذه القصيدة.
يقول دغيّم قصيدة القهوة المشهورة:

### قصيدته في ابن رشيد
سبب هذه القصيدة هو أنه يقال أن محمد بن عبد الله بن علي الرشيد بعث مناديباً إلى الظلماوي وطلب منهم أن ينزلوا به في منتصف الليل ليختبر مدى كرمه، فإن كان كرمه على ما ذكر في قصيدته، فلا بد أن تكون ناره مشتعلة في ذلك الوقت والقهوة جاهزة· وفعلاً وجد المناديب أن كليباً خادم الظلماوي كان على أهبة الاستعداد حينما حلوا ضيوفاً عليه بعد منتصف الليل· وحينما علم دغيّم الظلماوي أن ابن رشيد كان مستاءً من قصيدته في كليب، ذهب للسلام عليه في حائل وألقى بين يديه هذه القصيدة يعتذر فيها عن القصيدة السابقة· يقول فيها:
بعد ماسمع محمد بن عبد الله بن علي الرشيد هذه القصيدة أقسم بأن لا يشتري دغيم الظلماوي القهوة مادام حيّاً وأن تأتيه هدية من ابن رشيد.[بحاجة لمصدر]

### قصيدة أخرى
سبب القصيدة أنه في إحدى المرات وفد دغيّم الظلماوي على محمد بن عبد الله بن علي الرشيد في أيام العيد فوزع خدم الأمير كسوة العيد على الوفود عدا دغيّم، فإنه لم يحصل على كسوة وكان من الشيمة وعزة النفس بحيث لم يطالب بالكسوة· ولما ذهب للسلام على ابن رشيد في يوم العيد لاحظ ابن رشيد أن جميع من حضر للسلام كان مكتسياً بكساء جديد عدا دغيّم الظلماوي فسأله عن السبب فأجاب دغيم بهذه القصيدة:

### مرثيته في زوجته
رثى الشاعر دغيم الظلماوي زوجته بقصيدة تحمل الحزن والأسى على فراقها، يقول فيها:

## وفاته
توجه إلى الحجاز في عام 1324هـ، وفيها مرض ومات بمدينة الطائف عام 1324 هـ.